# Rodion Gataullin
Rodion Aksanovič Gataullin (in russo Родион Аксанович Гатауллин?; Taškent, 23 novembre 1965) è un ex astista russo, fino al 1991 sovietico, due volte campione europeo ed altrettante mondiale indoor.

## Carriera
È uno dei pochi astisti ad aver saltato la misura di 6,00 m. In carriera ha vinto anche due titoli europei indoor.

## Palmarès
| Anno | Manifestazione      | Sede     | Evento           | Risultato | Prestazione | Note |
| ---- | ------------------- | -------- | ---------------- | --------- | ----------- | ---- |
| 1987 | Campionati mondiali | Roma     | Salto con l'asta | Bronzo    | 5,80 m      |      |
| 1988 | Europei indoor      | Budapest | Salto con l'asta | Oro       | 5,75 m      |      |
| 1988 | Giochi olimpici     | Seul     | Salto con l'asta | Argento   | 5,85 m      |      |

## Altre competizioni internazionali
1993
- Coppa Europa di atletica leggera ( Roma)